# Archéologie islamique
Cet article tente de recenser les grands sites archéologiques d'art islamique par région. 

## Algérie
La recherche archéologique a commencé dès l'arrivée des troupes coloniales. À l’indépendance, il y eut une reprise des chantiers ouverts pendant la période coloniale. Plusieurs sites ont une importance historique et une grande surface à fouiller.
| Nom de la ville       | Image | Région             | Observation                              |
| --------------------- | ----- | ------------------ | ---------------------------------------- |
| Achir                 |       | Kef Lakhdar, Médéa |                                          |
| Casbah d'Alger        |       | Alger              |                                          |
| Baghaï                |       | Khenchela          |                                          |
| Honaine               |       | Tlemcen            |                                          |
| Kalâa des Béni Hammad |       | Maadid, M'Sila     |                                          |
| Kalâa des Beni Abbès  |       | Ighil Ali, Béjaïa  | Casbah de Béjaïa, Royaume des Beni Abbès |
| Ksour                 |       | Sahara algérien    |                                          |
| Mila                  |       | Mila               |                                          |
| Miliana               |       | Aïn Defla          |                                          |
| Mansourah             |       | Tlemcen            |                                          |
| Nedroma               |       | Tlemcen            |                                          |
| Oran                  |       | Oran               |                                          |
| Sédrata               |       | Rouissat, Ouargla  |                                          |
| Sidi Okba             |       | Biskra             |                                          |
| Tahert                |       | Tagdemt Tiaret     |                                          |
| Tlemcen               |       | Tlemcen            |                                          |
| Tobna                 |       | Barika, Batna      |                                          |

## Arabie saoudite
- La Mecque
- Médine

## Espagne
- Al-Andalus

## Égypte
- Fostat:

Fostat est l'ancêtre de la ville du Caire, située un peu au sud de celle-ci. Elle fut habitée dès la conquête musulmane et continua à être utilisée encore même après la chute de la dynastie mamelouke. Fostat donna lieu à plusieurs campagnes de fouilles archéologiques au XXe siècle.

## Grande Syrie
- Châteaux du désert:

Les châteaux du désert sont des constructions datant de la période Umayyade, situés actuellement au Proche-Orient, en Palestine et en Syrie. Leur nom vient du fait qu'il se trouvent à l'heure actuelle au centre d'étendues totalement désertiques, mais ce n'était certainement pas le cas aux VIIe – VIIIe siècles, et ils devaient plutôt dominer des plaines extrêmement fertiles grâce à l'irrigation. Leurs fonctions varient : les deux bâtiments de Qasr al-Hayr devaient être des caravansérails tandis que d'autres, comme le Khirbat al-Mafjar, pouvaient être des palais califaux.

## Irak
- Koufa

- Samarra:

Fut édifiée à 125 km au nord de Bagdad (Irak), en 836 par l'abbasside Al-Mutasim, pour lui servir de capitale. Après sa mort, sept califes se succèdent dans la ville de Samarra avant son abandon. Le site comprend de nombreux bâtiments en brique crue et cuite, dont plusieurs palais, comme le Dar al-Khalifa, et deux mosquées à minaret hélicoïdal. Fouillée depuis le début du XXe siècle, elle a fait l'objet il y a peu d'une étude poussée de la part d'Alastair Northedge, qui tient la chaire d'art islamique à l'université de Paris I.

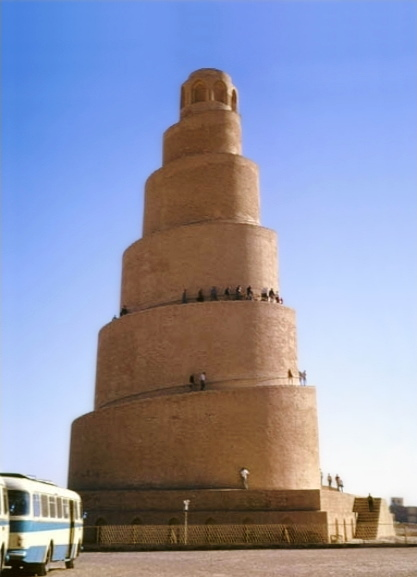
Minaret en spirale de Samarra.

## Iran
- Suse

C'est une ville très ancienne créée au Ve millénaire av. J.-C. Elle fut encore utilisée un certain temps à la période islamique, et fit l'objet de plusieurs fouilles, notamment de la part du musée du Louvre (Paris, France), qui conserve de nombreuses œuvres en céramique, verre et métal issues de ce site.
- Ispahan

## Inde
- Taj Mahal